# Perú (La Pampa)
Perú es una localidad de la provincia de La Pampa en Argentina, situada en el departamento Guatraché, en la parte oriental de la provincia. Su zona rural se extiende también sobre el departamento Hucal. Políticamente, está gobernada localmente por una Comisión de Fomento.

## Población
Contó con 39 habitantes (Indec, 2010), lo que representó un incremento del 39% frente a los 28 habitantes (Indec, 2001) del censo anterior.
El censo nacional 2022 arrojó 64 habitantes y 38 viviendas. Esto la situó como la comisión de fomento menos poblada de la provincia.
| Gráfica de evolución demográfica de Perú entre 1991 y 2022 |
|                                                            |
| Fuente: Censos nacionales del INDEC                        |